# Музей деревенского наследия Гиляна

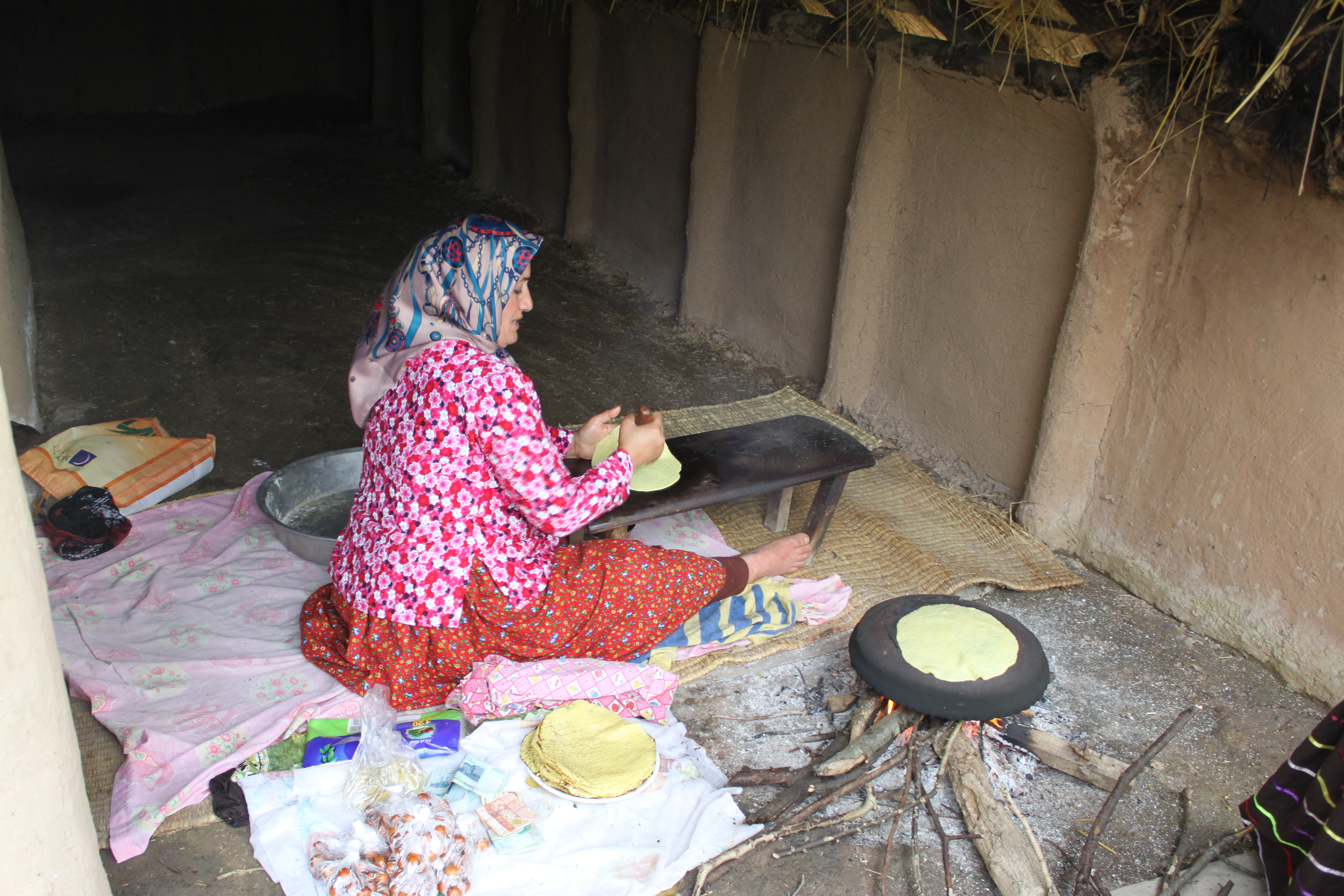

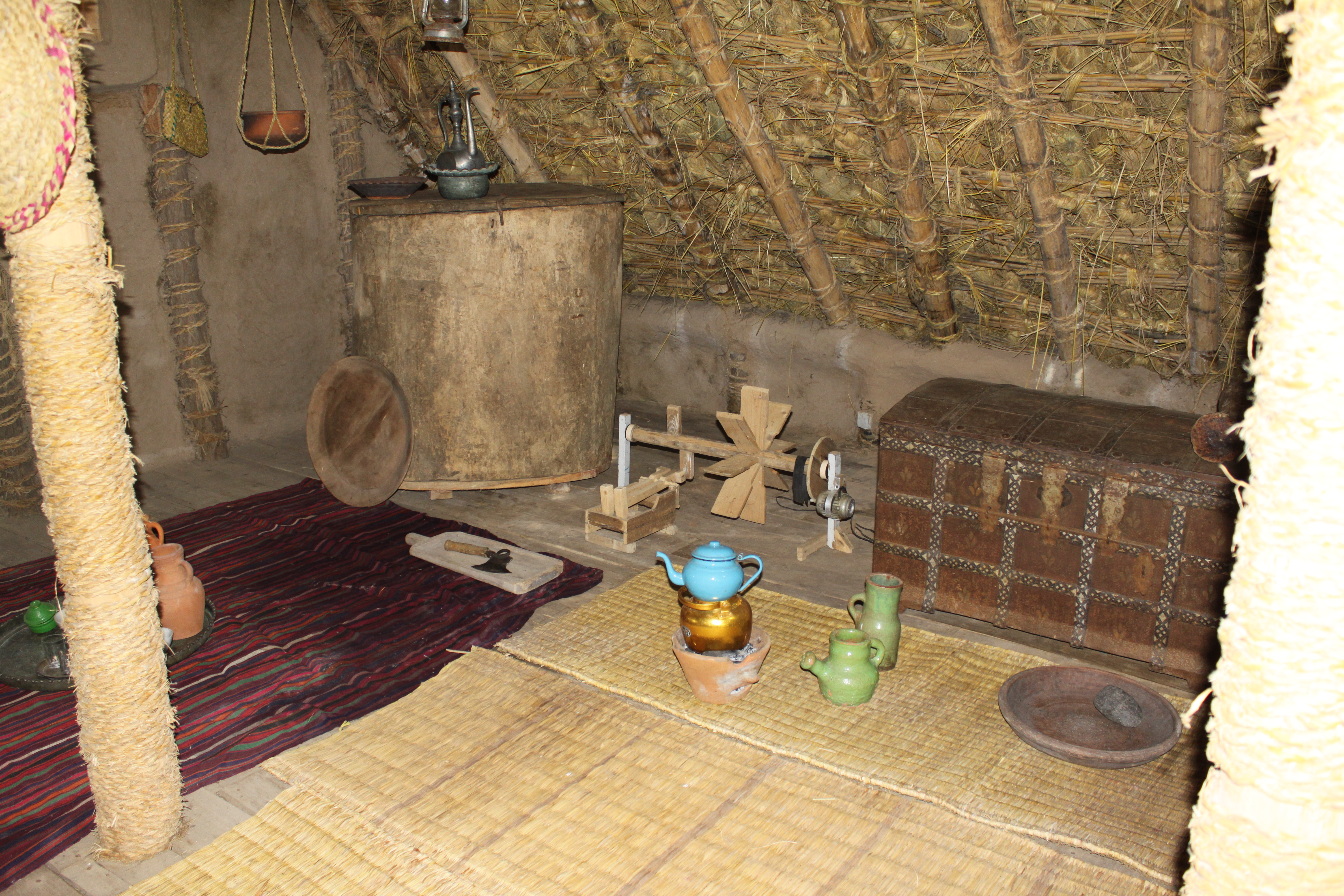

Музей деревенского наследия Гиляна (перс. موزه میراث روستایی گیلان‎, англ. Guilan Rural Heritage Museum) — музей в лесопарковой зоне Сараван города Решт провинции Гилян в Иране. Музей является первой попыткой создать в Иране этноисторический комплекс под открытым небом для защиты деревенской культуры и архитектуры населения Гиляна.

## Расположение
Музей расположен на территории площадью 260 гектаров в лесопарковой зоне Сераван, на 18 километре шоссе идущего в сторону Персидского залива (Решт — Тегеран).

## История
Идея создания музея возникла после землетрясения в мае 1990 года в Гиляне, разрушившего многие традиционные здания.
После исследований и поиска места для музея был выбран район Сараван, поскольку у него было подходящее расположение, удобный доступ для предполагаемых туристов и наличие инфраструктуры.
Строительство музея было начато в апреле-мае 2004 года, и уже через год музей был введён в эксплуатацию.
До настоящего времени было отстроено 25 жилищных комплексов, включающих дома и отдельные строения, принадлежащие 7 деревням, расположенным в разных местах провинции Гилян.
Для реализации проекта в Иране были привлечены консультанты из Франции, Швейцарии и Германии.
Первые проекты музейного комплекса были построены под управлением доктора Талегани и Пуйи Мир Юсефи.
В апреле-мае 2007 года началась вторая фаза проекта — создание деревни на центральной равнине.

## Внутреннее устройство
В соответствии с этими планами, были восстановлены здания 9 исконно традиционных деревень провинции, символизирующих оригинальную архитектуру Гиляна.
Возраст существующих на площадке строений составляет от 65 до 180 лет.
В этом музее представлены традиционные быт, жильё, работа и народные промыслы Гиляна.
Основная задача музея — это не только копирование или перенос деревенских зданий, но и сохранение традиционной местной культуры, искусства и знаний, существующих в Гиляне.

## Галерея

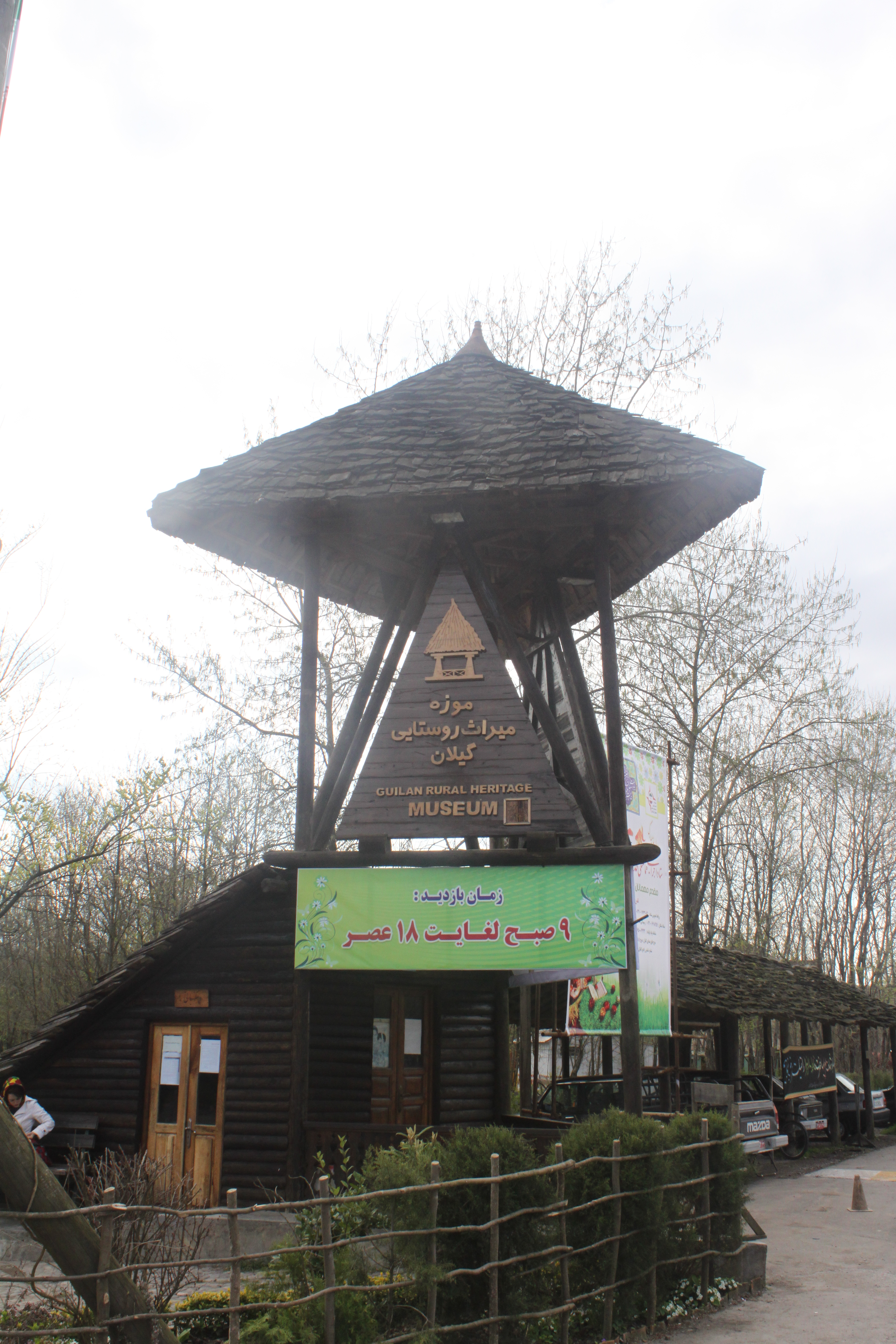
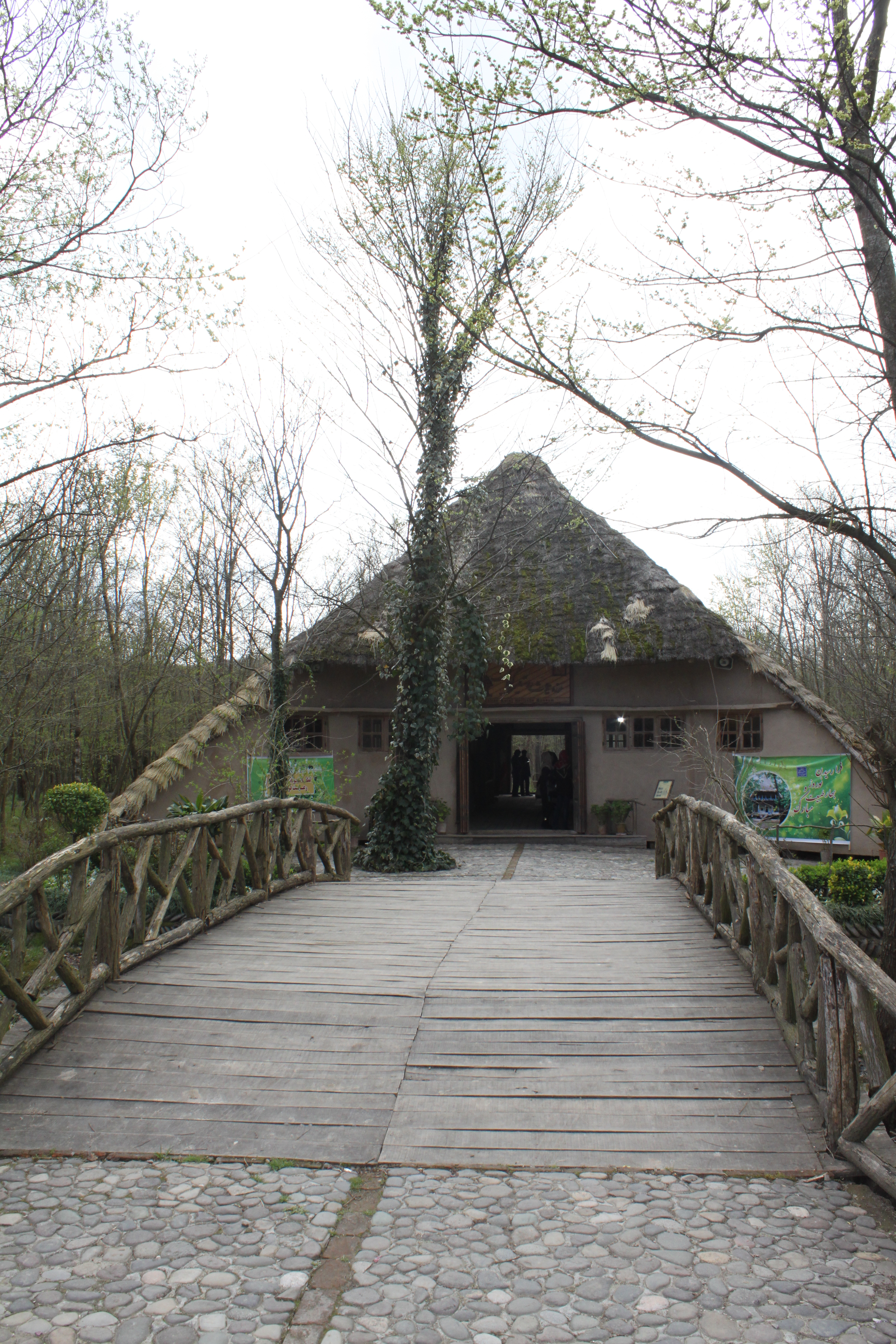
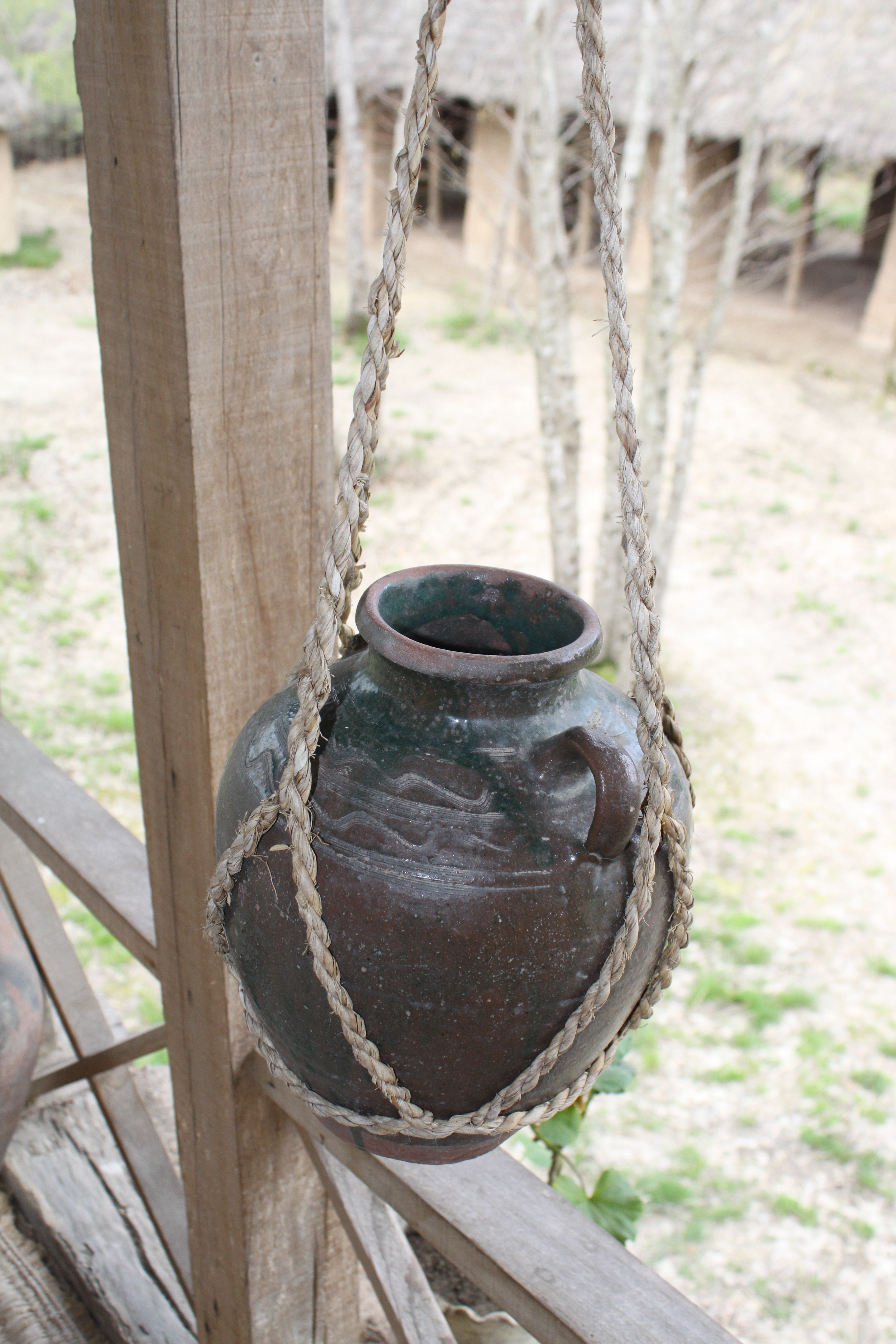
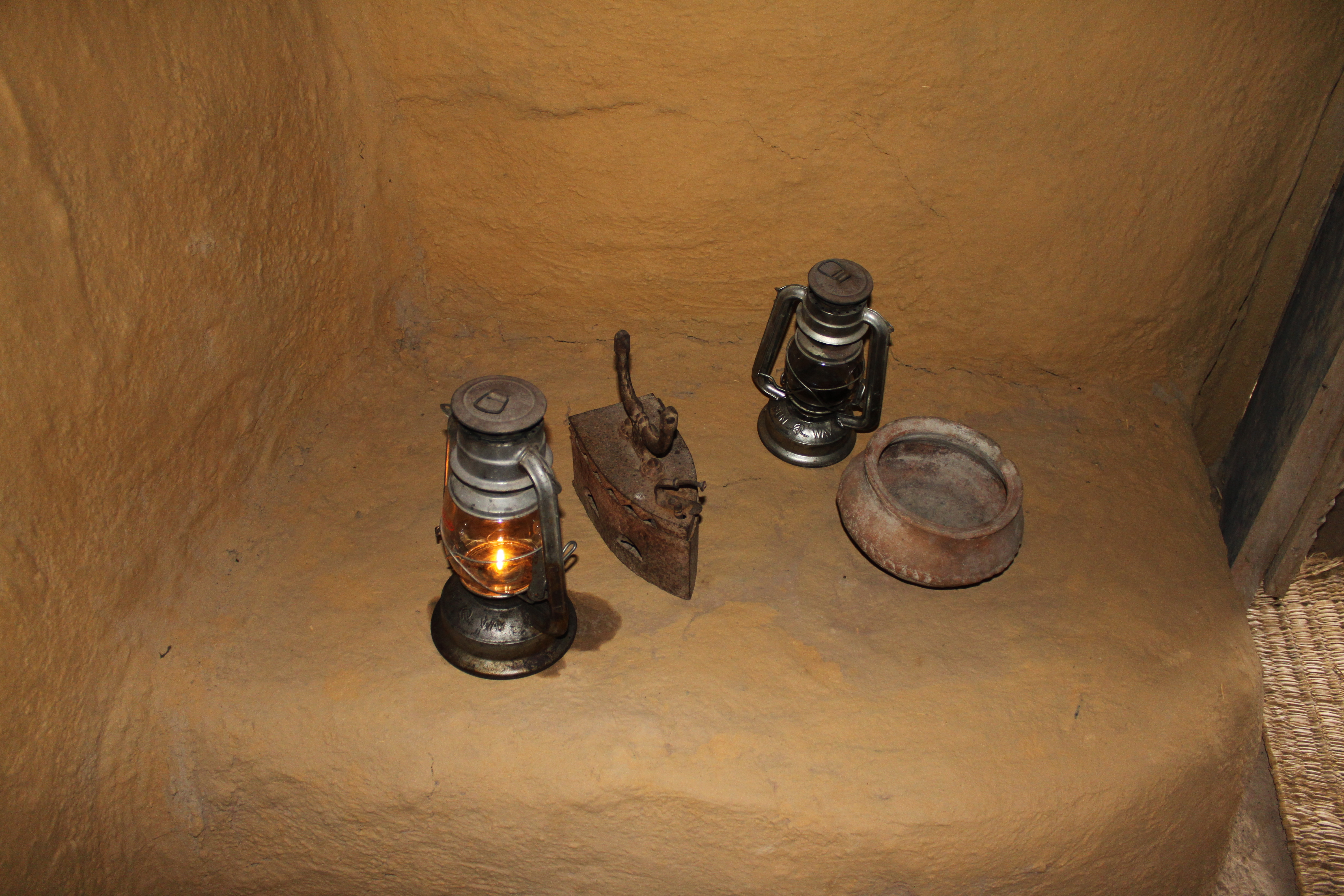
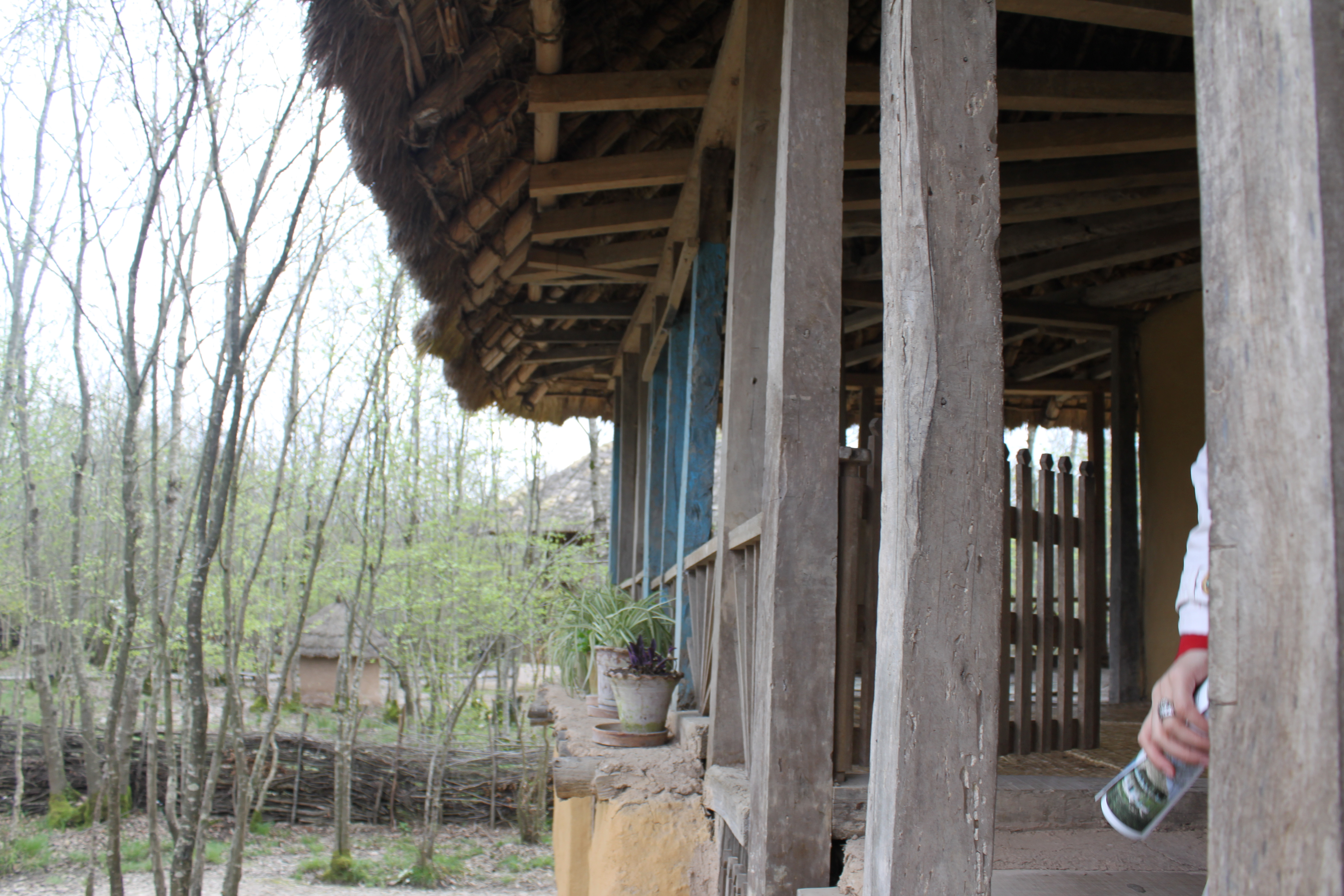
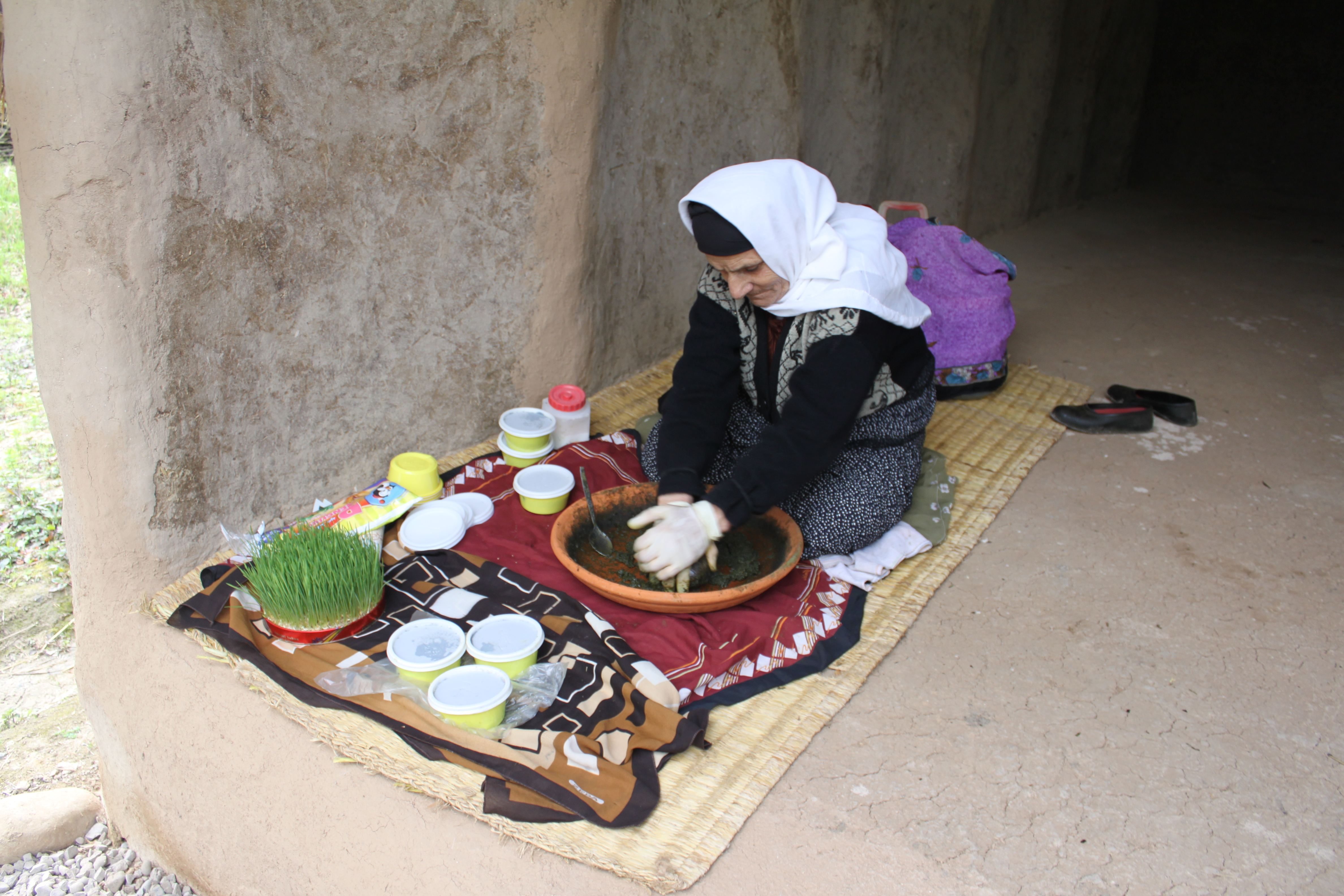
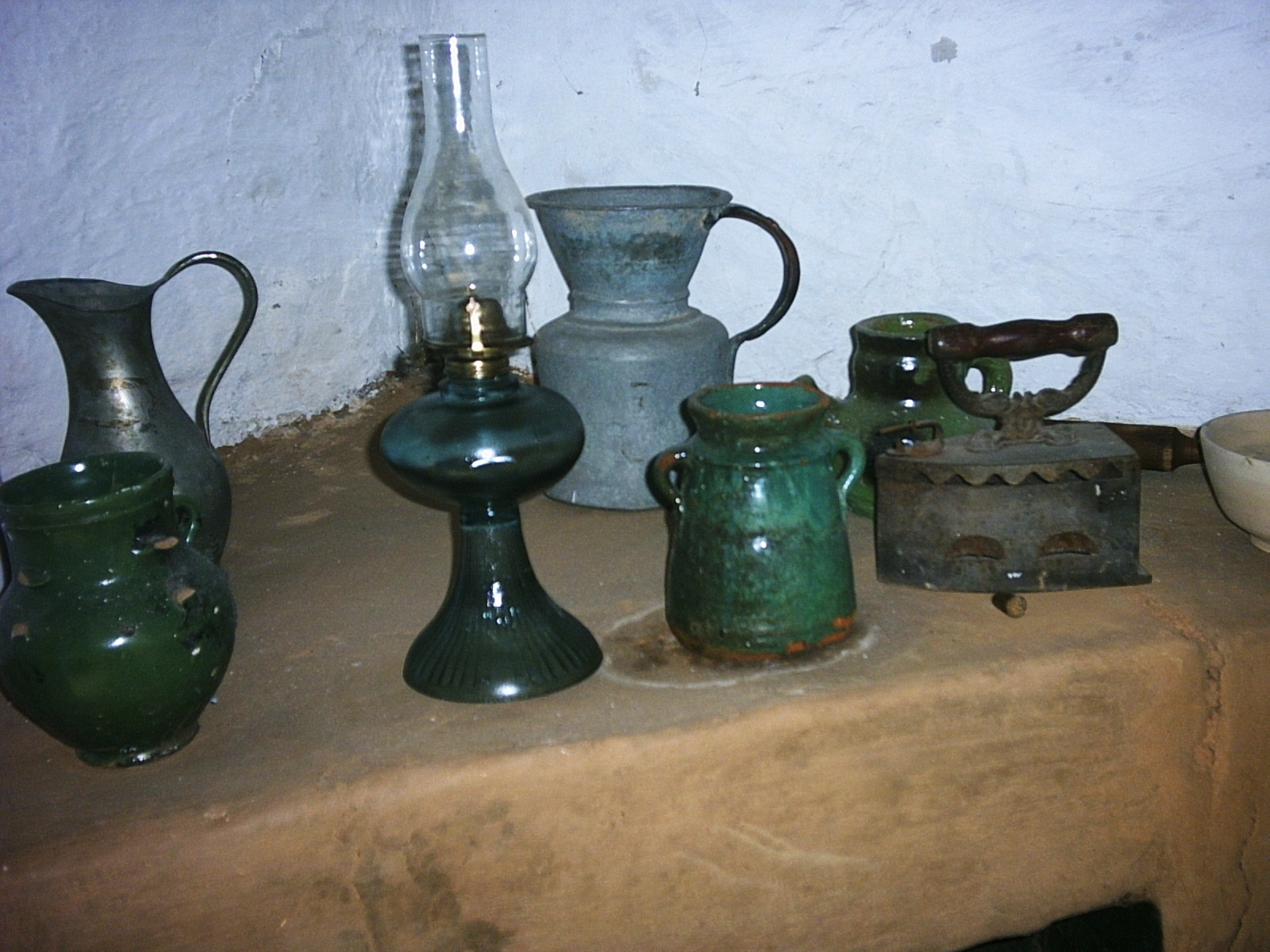